# Portulaca filsonii
Portulaca filsonii är en portlakväxtart som beskrevs av James Hamlyn Willis. Portulaca filsonii ingår i släktet portlaker, och familjen portlakväxter. Inga underarter finns listade i Catalogue of Life.